# Sonderelleae
Sonderelleae, tribus crvenih algi, dio porodice Rhodomelaceae. Sastoji se od dva monotipska roda. Obje vrste su morske.

## Rodovi
1. Lembergia Saenger
2. Sonderella F.Schmitz